# 劉海東
劉 海東（りゅう かいとう、ピン音:Liu Haidong, 1995年2月28日 - ）は、中華人民共和国・遼寧省瀋陽市出身のプロサッカー選手。中国サッカー・スーパーリーグ・広州恒大所属。ポジションはディフェンダー。

## 所属クラブ
ユース経歴
- 広州恒大足球倶楽部

プロ経歴
- 2014年 -  広州恒大足球倶楽部

## タイトル

### クラブ
広州恒大
- 中国サッカー・超級リーグ：2014